# Wehrung (Einheit)
Eine Wehrung war ein spätmittelalterliches bis neuzeitliches Volumenmaß für Holzkohle. 
- 1 Wehrung = 4 Kübel (zu 16 Eimern) = 4,65 Kubikmeter oder 4656 Liter Holzkohle in Bayern

Wehrung ging wahrscheinlich aus dem Maß Sete hervor. Sete, das Kohlenmaß, wurde im Jahr 1443 erstmals in einem Erbrechtbrief erwähnt. Ein Pfalzgraf stellte einem Hammerbesitzer in Woppenrieth diese fast wortgleiche Urkunde nach einer aus dem Jahr 1431 aus.
Als Maß hatte im Jahr 1443 
- 1 Sete/Sehte = 15 Kübel[1]

- 1 Wehrung/Sete/Sethe = 12 Kübel = 3 Kubikmeter Kohlen[2]
  - 1 Wehrung = 12 Fichtelberger Kübel 
    - 1 Kübel etwa 0,22 - 0,28 Kubikmeter

Hinsichtlich der ursprünglich verwendeten Einheit Kübel gab es in der Oberpfalz große örtliche Schwankungen; dies war problematisch, da dieses Maß das wichtigste für die Holzkohlezuweisung aus den fürstlichen Wäldern war. 1579 wollte man dies abschaffen, indem die Holzkohle nicht mehr nach dem Brennen abgemessen werden sollte, sondern die Hammerherren sollten eine bestimmte Menge Holz erhalten, aus der sie ihr Deputat an Holzkohle selbst erzeugen konnten. Dies ließ sich nicht durchsetzen, obwohl die Meilerkohle, also die Kohle, die in Kohlemeilern verkohlt wurden, im Unterschied zur Grub- oder Astkohle, aus annähernd gleich großen Mengen Klafterholz gewonnen wurde. Für die Herstellung einer Wehrung wurden um 1800 in der Regel zwei Klafter Holz mit einer Scheiterlänge von vier Fuß benötigt, bisweilen waren dies auch 1,7 Klafter Holz (hierbei ist aber wieder die unterschiedliche Scheiterlänge von 5 bis 6 Fuß zu bedenken). 
Während Mitte des 16. Jahrhunderts das Volumen einer Wehrung 4,65 m³ betrug, wurde dieses Mitte des 17. Jahrhunderts nur mehr mit 3,6 m³ angegeben. Die Ursache dafür war in dem Gewinnstreben der Forstmeister, Holzhauer und Köhler zu sehen. Dies führte zu Auseinandersetzungen zwischen den Hammerherren und den Forstleuten mit unterschiedlichen Ausgängen (manchen Hammerherrn gelang sogar eine Vergrößerung der Kübelmaße). 
Um eine Wehrung Holzkohle abzumessen, wurden Behältnisse mit der Größe von einem halben Kübel (ca. 128 l), auch Riesel genannt, verwendet. 